# Bye Bye Love (film, 1995)
Pour les articles homonymes, voir Bye Bye Love.
Pour plus de détails, voir Fiche technique et Distribution.
Bye Bye Love est une comédie américaine réalisée en 1995 par Sam Weisman, avec Matthew Modine et Randy Quaid

## Synopsis
Le film raconte l'histoire de trois amis, Dave, Vic et Donny, tous trois divorcés, leur vie quotidienne, leurs rapports avec leurs enfants et leurs ex-épouses.

## Fiche technique
- Titre : Bye Bye Love
- Titre québécois : Au revoir mon amour
- Réalisation : Sam Weisman
- Scénario : Gary David Goldberg et Brad Hall
- Production : Gary David Goldberg, Brad Hall, Michael MacDonald et Sam Weisman
- Sociétés de production : Twentieth Century Fox et UBU Productions
- Budget : 12,1 millions de dollars américains (8,88 millions d'euros)
- Musique : J.A.C. Redford
- Photographie : Kenneth D. Zunder
- Montage : Roger Bondelli
- Décors : Linda DeScenna
- Costumes : Linda M. Bass
- Pays d'origine : États-Unis
- Format : Couleurs - 1,85:1 - Dolby - 35 mm
- Genre : Comédie
- Durée : 106 minutes
- Date de sortie : 17 mars 1995 (États-Unis)

## Distribution
- Matthew Modine (VF : Mathieu Rivolier ; VQ : Gilbert Lachance) : Dave
- Randy Quaid (VQ : Guy Nadon) : Vic Damico
- Paul Reiser (VF : Marc Bretonnière ; VQ : Alain Zouvi) : Donny
- Janeane Garofalo (VF : Marie-Martine ; VQ : Sophie Faucher) : Lucille
- Amy Brenneman (VQ : Marie-Andrée Corneille) : Susan
- Eliza Dushku (VQ : Aline Pinsonneault) : Emma
- Ed Flanders (VQ : Vincent Davy) : Walter Sims
- Maria Pitillo (VQ : Geneviève De Rocray) : Kim
- Lindsay Crouse : Grace Damico
- Ross Malinger : Ben
- Johnny Whitworth (VQ : Jacques Lussier) : Max Cooper
- Wendell Pierce : Hector
- Cameron Boyd : Jed Damico
- Mae Whitman : Michele
- Jayne Brook : Claire
- Dana Wheeler-Nicholson : Heidi Schmidt
- Amber Benson : Meg Damico
- Rob Reiner (VQ : Ronald France) : Dr David Townsend
- Pamela Dillman : Sheila
- Brad Hall : Phil
- Danny Masterson (VQ : Inti Chauveau) : Mikey

Sources et légende: Version française (VF) sur RS Doublage Version québécoise (VQ) sur Doublage Québec

## Autour du film
- Le tournage s'est déroulé à Altadena, City of Industry, Los Angeles, Monrovia et Pasadena.
- Bye Bye Love est le dernier film de l'acteur Ed Flanders, qui s'est suicidé en février 1995.

## Réception
Le film n'est pas considéré comme un grand succès cinématographique, il a généré 13 000 000 $ aux États-Unis lors de sa sortie. Le critique en ligne Rotten Tomatoes le note 16⁄100.
Bien que la plupart des réactions face au film furent négatives, le rôle de Janeane Garofalo fut agréablement accueillis, et lui valut une nomination aux American Comedy Awards. La plupart des critiques disent que le film ressemble à un sitcom plus qu'à un long métrage de qualité.
Bye Bye Love est sorti en DVD en février 2005.

## Bande originale
- Falling in Love Again, interprété par Linda Ronstadt
- Bye Bye Love, interprété par The Everly Brothers
- So Sad (To Watch Good Love Go Bad), interprété par The Everly Brothers
- Don't Worry Baby, interprété par The Everly Brothers
- Stones in The Road, interprété par Mary Chapin Carpenter
- D-I-V-O-R-C-E, interprété par Megan Mullally
- Rawhide, interprété par Frankie Laine
- This Little Girl of Mine, interprété par Dave Edmunds
- Our House, interprété par Crosby, Stills, Nash and Young
- Mr. Moon, composé par Dick Hyman
- Let It Be Me, interprété par Jackson Browne et Timothy B. Schmit
- Saying Goodbye, interprété par The Muffs
- You Can't Hurry Love, interprété par Phil Collins
- That's Amore, interprété par Dean Martin
- In Me I Trust, interprété par Mindrot
- Jimmy Olsen's Blues, interprété par The Spin Doctors
- Peter Gunn, composé par Henry Mancini
- I Will, interprété par Ben Taylor
- Bye Bye Love, interprété par The Proclaimers

## Distinctions
- Nomination au prix du meilleur second rôle féminin pour Janeane Garofalo, lors des American Comedy Awards en 1996.